# Ambasciatori sassoni in Belgio
L'ambasciatore sassone in Belgio era il primo rappresentante diplomatico della Sassonia (già dell'Elettorato di Sassonia, già Regno di Sassonia) in Belgio.
Le relazioni diplomatiche tra i due paesi ebbero inizio nel 1852.

## Regno di Sassonia
- 1852-1862: Albin Leo von Seebach
- 1862-1863: Richard von Könneritz
- 1864-1874: Oswald von Fabrice